# Ninja (網絡紅人)
理查德·泰勒·布莱文斯（英語：Richard Tyler Blevins，1991年6月5日—），通常以他的網名Ninja或Ninjashyper知名，是美国Twitch主播和網路紅人。截至2018年8月，他是最受关注的Twitch網紅，擁有超过一千万追随者和平均超过5万名观众。

## 职业生涯
Ninja的青年生活在芝加哥郊区包括视频游戏和运动。高中時期的他，從社會評價來說是一位好學生，他在學校踢足球，他也是一个狂热的游戏玩家。当他毕业时，他决定職業性地玩视频游戏，进入比赛，加入专业组织，并开始直播他的游戏。
Ninja于2009年开始職業性地玩《光环》 他效力於各種團隊，包括： Cloud9、Renegades和Team Liquid，現為 Luminosity Gaming。Ninja在2011年次在Justin.tv首次成為主播，之後改到 Twitch.tv直播。  他在Steam的早期試玩计划开始时开始玩H1Z1，後來改成Steam早期試玩计划的PUBG。他在2017年首次作为光环玩家加入Luminosity Gaming，然后加入H1Z1，后来转移到PUBG，在那里他赢得了PUBG Gamescom Invitational in the 3rd Person Squads分类。他开始定期直播堡垒之夜系列，他的收视率开始增长，这与游戏的受欢迎程度增长相吻合。  2017年9月，他有500,000名粉丝;在六个月内，这一数字增长了250％在2018年3月，Ninja在与德瑞克， Travis Scott和JuJu Smith-Schuster主持一场比赛之后，在玩 堡垒之夜系列 的同时创下了Twitch单人直播的记录。 S 2018年4月，他在2018年忍者拉斯维加斯活动期间打破了自己的观看记录，在那里他积累了66.7万观众的观众.
2018年8月忍者在YouTube上超过了1600万訂閲者。他每月從堡垒之夜系列的直播中賺取超過50萬美元，並將遊戲的免費商業模式視為增長因素。
2018年6月17日，Ninja宣布他與Red Bull Esports合作。他提到,他的粉絲可以在2018年7月21日在芝加哥舉行的一場名為“Red Bull Rise Till Dawn”的堡垒之夜系列特別活動中挑戰他。
2018年12月30日，Ninja成為「Fortnite」遊戲上首位取得「吃雞」（遊戲第一名）達5000次的玩家，Ninja已在遊戲大逃殺模式下戰鬥約13500場，擊殺人數累計94000人次，Ninja迄今為止在大逃殺模式下的對局數量是約13500場，全平台擊殺數量94000人，平均每擊殺11人自己才會陣亡一次。
2019年8月2日，Ninja宣布從Twitch跳槽，將於同週末在微軟的Mixer平台開始直播。

### Ligma死亡謠言
在2018年7月，Ninja在社交媒體和Twitch離線，導致他的粉絲擔心他的下落。Instagram用户开始传播一个假的谣言，忍者已经死于一种罕见的疾病被称为“Ligma”。你可能会疑惑Ligma究竟是什么，并问其含义，well，Ligma Balls！雖然這種疾病是假的，忍者很健康，但很多粉絲原本認為他實際上已經死了。

## 慈善工作
在2018年2月舉行的籌款慈善活動中，Ninja籌集了超過11萬美元，捐贈給美國預防自殺基金會(AFSP)。在2018年4月舉行的第一次Fortnite Battle Royale Esports活動中，Ninja捐贈了近5萬美元的獎金，其中2,500美元用於阿爾茨海默氏症協會。4月下旬，他與其他同伴Dr.Lupo和Timthetatman一起參加了＃Clips4Kids活動，共幫助籌集了超過340,000美元。在2018年E3期間，Ninja和Marshmello贏得了Fortnite Pro-Am活動，並向他們選擇的慈善機構捐贈了100萬美元。在2021年1月5日贈送給2015 fw ad NeverLoses(從未失去) Twitch 20份訂閱

## 个人生活
他的家人在2015年出现在电视游戏节目《家庭問答》的几个剧集中。
在2017年8月，Ninja娶了Twitch實況主潔西卡·「JGhosty」·戈赫（Jessica "JGhosty" Goch）。